# Raïon de Taroutyné
Le raïon de Taroutyné est une subdivision administrative de l'Ukraine, située dans l'oblast d'Odessa et dans la région historique du Boudjak. Le centre administratif est situé à Taroutyné.
| Positionnement du raïon de Taroutyné             |
| ------------------------------------------------ |
| Moldavie Raïon de Sarata Raïon d'Artsyz Moldavie |